# Эйк, Альфред
Альфред Эйк (нем. Alfred Eick; 9 марта 1916, Эссен — 12 апреля 2015, Билефельд) — немецкий офицер-подводник, капитан-лейтенант.

## Биография
21 сентября 1937 года поступил на службу в ВМФ кадетом. 1 мая 1938 года произведен в фенрихи, 1 августа 1939 года — в лейтенанты.

## Вторая мировая война
Служил на эсминце «Рихард Байтцен», на котором в первый год войны совершил 16 боевых походов. В ноябре 1940 года перешел в подводный флот.
Совершил 2 боевых похода на подлодке U-176.
22 мая 1943 года назначен командиром подлодки U-510, на которой совершил 4 боевых похода (проведя в море в общей сложности 354 сутки).
Первый поход совершил к берегам Бразилии, а затем был переведен с лодкой на Монсунскую базу. После этого основным районом его действий стал Индийский океан.
31 марта 1944 года награждён Рыцарским крестом Железного креста.
Оставался командиром U-510 до конца войны. В начале 1945 года совершил переход в Северную Атлантику и в конце апреля 1945 года прибыл на базу Сен-Назер во Франции.
Всего за время военных действий Эйк потопил 10 судов общим водоизмещением 67 191 брт и повредил 1 судно водоизмещением 3702 брт. В мае 1945 года интернирован французскими войсками. В июле 1947 года освобожден.
После войны окончил Гамбургский университет и успешно работал поверенным в делах.